# Liste der Monuments historiques in La Bussière (Vienne)
Die Liste der Monuments historiques in La Bussière (Vienne) führt die Monuments historiques in der französischen Gemeinde La Bussière auf.

## Liste der Bauwerke
| Bezeichnung        | Beschreibung                       | Standort | Kennzeichnung | Schutzstatus | Datum | Bild |
| ------------------ | ---------------------------------- | -------- | ------------- | ------------ | ----- | ---- |
| Château de Foussac | Schloss, erbaut im 18. Jahrhundert | (Lage)   | PA86000050    | Inscrit      | 2015  |      |